# Servilien Nzakamwita
Servilien Nzakamwita (Rushaki, Ruanda-Urundi, 20 de abril de 1943) é um clérigo ruandês e bispo católico romano emérito de Byumba.
Servilien Nzakamwita frequentou escolas primárias em Kabare, Rushaki e Rwaza de 1952 a 1957. Em 1958 ingressou no Seminário Menor São Domingos Sávio em Rwesero e depois foi transferido para o Seminário Menor São Paulo em Kabgayi. A partir de setembro de 1965, Nzakamwita estudou filosofia e teologia católica no seminário de Nyakibanda. Recebeu o Sacramento da Ordem pela Diocese de Kibungo em 11 de julho de 1971 em Rushaki.
Nzakamwita trabalhou pela primeira vez como vigário paroquial em Ruhengeri antes de se tornar pároco em Janja em 1975. De 1986 a 1989 lecionou no Seminário Menor de São Domingos Sávio de Rwesero, do qual se tornou reitor. Em setembro de 1989, Servilien Nzakamwita foi enviado para a Bélgica para estudos de pós-graduação, onde se formou em catequese em outubro de 1991 no Institut Lumen Vitae de Bruxelas. Depois ensinou no seminário de Rutongo.
Em 13 de março de 1996, o Papa João Paulo II o nomeou Bispo de Byumba. O bispo de Kibungo, Frédéric Rubwejanga, o consagrou bispo em 2 de junho do mesmo ano; Co-consagradores foram o arcebispo de Kigali, Thaddée Ntihinyurwa, e o bispo de Gikongoro, Augustin Misago. Seu lema Fiat voluntas tua ("Seja feita a tua vontade") vem do Pai Nosso (Mt 6.10 UE). Na Conferência Episcopal de Ruanda, Servilien Nzakamwita é presidente da comissão para a pastoral juvenil. Em 2009, Nzakamwita participou da 2ª Assembleia Especial para a África do Sínodo dos Bispos sobre A Igreja na África a Serviço da Reconciliação, Justiça e Paz e em 2018 a 15ª Assembleia Plenária Ordinária do Sínodo dos Bispos sobre Juventude, Fé e Discernimento Vocacional.
Em 28 de fevereiro de 2022, o Papa Francisco aceitou a renúncia de Servilien Nzakamwita por motivos de idade.